# 솔로몬 제도
솔로몬 제도(영어: Solomon Islands)는 오세아니아의 멜라네시아에 위치한 국가이자 영연방 국가이다. 솔로몬 제도는 호주 북동쪽 멜라네시아에 있는 6개의 큰 섬과 900개가 넘는 작은 섬으로 구성된 나라이다. 북서쪽으로는 파푸아뉴기니, 남서쪽으로는 오스트레일리아, 남동쪽으로는 뉴칼레도니아와 바누아투, 동쪽으로는 피지, 월리스, 푸투나와 투발루, 북쪽으로는 나우루와 미크로네시아 연방에 접해 있다. 면적은 29,000 평방 킬로미터(11,000 평방 마일)이고 인구는 약 700,000명이다. 수도인 호니아라는 가장 큰 섬인 과달카날섬에 위치해 있다. 명칭은 부건빌 자치구(현재 파푸아뉴기니의 일부)도 포함하지만 산타 크루즈 제도를 제외한 멜라네시아 섬의 집합인 솔로몬 제도(군도)의 더 넓은 지역에서 따왔다.
적어도 기원전 30,000년에서 28,800년 사이의 어느 시점부터 사람이 살기 시작했으며, 나중에 이주자들, 특히 라피타(Lapita) 사람들이 솔로몬 제도의 원주민과 섞여 후손을 낳으면서 오늘날의 솔로몬 제도 인구의 근간을 이루었다. 1568년 스페인 항해사 알바로 데 멘다냐(Álvaro de Mendaña)가 이곳을 방문한 최초의 유럽인이었다. 멘다냐가 이름을 붙인 것은 아니지만 나중에 그의 항해 소식을 듣고 발견한 지도를 작성한 사람들은 이 섬을 "솔로몬 제도"라고 불렀다고 믿어진다. 멘다냐는 수십 년 후인 1595년에 돌아왔고, 포르투갈 항해사 페드로 페르난데스 데 케이로스(Pedro Fernandes de Queirós)가 이끄는 또 다른 스페인 탐험대가 1606년 솔로몬 제도를 방문했다. 영국은 1893년 6월 HMS 쿠라코아의 R.N. 깁슨 선장이 솔로몬 제도 남부를 영국 보호령으로 선언하면서 솔로몬 제도 군도에 대한 관심 지역을 정의했다. 제2차 세계 대전 중 솔로몬 제도 캠페인(1942~1945)에서는 과달카날 전투를 포함하여 미국, 영국 제국군, 일본 제국 간의 치열한 전투가 벌어졌다.
당시 영국 행정부의 공식 명칭은 1975년 '영국 솔로몬 제도 보호령'에서 '솔로몬 제도'로 바뀌었고, 이듬해 자치권을 달성했다. 1978년에 독립이 이루어졌고 이름은 "솔로몬 제도"(정관사 없음)로 변경되었다. 독립과 함께 솔로몬 제도는 입헌군주국이 되었다. 솔로몬 제도의 왕은 총독이 국가를 대표하는 찰스 3세이다.

## 이름
1568년 스페인 항해사 알바로 데 멘다냐(Álvaro de Mendaña)는 솔로몬 제도 군도를 방문한 최초의 유럽인이었지만 당시 군도의 이름은 밝히지 않았고 특정 개별 섬에만 이름을 붙였다. 멘다냐가 이름을 지정하지는 않았지만, 이후 다른 사람들은 이 섬을 이슬라 살로몬(솔로몬 제도)이라고 불렀다. 그의 항해에 대한 보고는 성서에 나오는 부유한 솔로몬 왕의 이야기와 낙관적으로 결합되어 그 곳이 성서에 언급된 도시인 오피르라고 믿었기 때문이다. 대부분의 식민지 기간 동안 이 영토의 공식 명칭은 1978년 독립할 때까지 "영국 솔로몬 제도 보호령"이었다. 이후 솔로몬 제도 헌법에 정의된 대로 "솔로몬 제도"로 변경되었으며 이 이름으로 영연방 영역으로 지정되었다.

## 역사
1568년에 스페인의 항해가인 알바로 데 멘다냐가 이 섬에 도착하였고, 이곳에 솔로몬 제도(Islas Salomón)라는 이름을 처음으로 붙였다. 솔로몬 제도의 이름은 성서에 나오는 솔로몬 왕의 이름을 딴 것이다. 이후 1893년에 영국이 이곳을 지배하였으며, 제2차 세계대전때는 과달카날 전역이 벌어지기도 하였다. 그러다가 1978년에 영연방 입헌 군주국으로 독립을 달성하였다.

## 정치
솔로몬 제도에는 솔로몬 제도 노동당이 있다.
솔로몬 제도는 입헌 군주제이며 의회 정부 체제를 갖추고 있다. 솔로몬 제도의 왕으로서 찰스 3세가 국가 원수이다. 그는 의회에서 5년 임기로 선출된 총독이 대표한다. 4년 임기로 선출되는 50명의 의원으로 구성된 단원제 의회가 있다. 다만, 의회는 임기가 끝나기 전에 재적의원 과반수의 찬성으로 해산할 수 있다.
의회 대표성은 단일 의원 선거구를 기반으로 한다. 참정권은 21세 이상의 시민에게 보편적이다. 정부 수반은 의회에서 선출되고 내각을 선택하는 총리이다. 각 부처는 내각 구성원이 이끌며, 내각 직원을 지휘하는 직업 공무원인 상임 비서의 지원을 받는다.
솔로몬 제도 정부는 약한 정당과 매우 불안정한 의회 연합으로 특징지어진다. 이들은 불신임투표를 자주 받게 되어 정부 지도부와 내각 임명이 자주 변경된다.
토지 소유권은 솔로몬 섬 주민들에게 있다. 법은 중국인, 키리바시인과 같은 거주 외국인이 귀화를 통해 시민권을 취득할 수 있도록 규정하고 있다. 토지는 일반적으로 여전히 가족이나 마을 단위로 소유되며 지역 관습에 따라 어머니나 아버지로부터 물려받을 수 있다. 섬 주민들은 비전통적인 경제 사업에 토지를 제공하는 것을 꺼려하며 이로 인해 토지 소유권에 대한 지속적인 분쟁이 발생했다.
거의 500명에 달하는 경찰력에 국경 수비대가 포함되어 있지만 솔로몬 제도에는 군사력이 유지되지 않는다. 경찰은 또한 소방, 재난 구호, 해양 감시 등의 업무를 담당한다. 경찰은 총독이 임명하고 총리에게 책임을 지는 국장이 이끄는 경찰이다. 2006년 12월 27일, 솔로몬 제도 정부는 호주 경찰서장이 태평양 국가로 돌아가는 것을 막기 위한 조치를 취했다. 2007년 1월 12일, 호주는 4개월간 지속된 양국 간의 분쟁을 완화하기 위한 화해 조치로 정치적 간섭을 이유로 솔로몬 제도에서 추방된 외교관을 교체했다.
2007년 12월 13일 마나세 소가바레 총리는 5명의 장관이 야당으로 탈북한 후 의회 불신임 투표로 실각했다. 솔로몬 제도에서 총리가 이런 식으로 직위를 잃은 것은 이번이 처음이었다. 12월 20일 의회는 야당 후보이자 전 교육부 장관이었던 데릭 시쿠아(Derek Sikua)를 32대 15의 투표로 총리로 선출했다.
2019년 4월 마나세 소가바레(Manasseh Sogavare)가 네 번째 총리로 선출되면서 이 결정에 반대하는 항의와 시위가 일어났다.

## 인구
2019년 11월 인구 조사의 총 인구는 721,455명이었다. 2021년 기준 솔로몬제도의 인구는 707,851명이다.

## 사람과 언어
인종 구성은 멜라네시아인 93%, 폴리네시아인 4%, 미크로네시아인 1.5%, 유럽인 0.8%, 화교 0.3%, 기타 0.4%이다. 약 96%가 기독교(성공회 45%, 가톨릭교 18%, 침례교 9%, 기타 개신교 5%)이다. 다른 4%는 지역 고유의 정령 신앙이다.
솔로몬 전역에서는 약 120개의 언어가 존재하지만, 현지어와 영어가 섞여 형성된 피진이 부족 사이의 공통어가 되고 있다. 공용어는 영어이지만, 영어가 모국어인 사람은 전 인구의 1%에서 2%에 지나지 않는다. 솔로몬 제도는 2012년에 2개주가 한글을 표기 문자로 채택했다.
수영, 수상스키, 윈드서핑 등을 즐길 수 있으며 주민들은 축구, 럭비, 크리켓을 즐긴다. 기독교가 우세하나 전통 문화가 여전히 남아있다.

## 외교
대한민국과 1978년에 외교관계를 맺었고, 주파푸아뉴기니 대사관이 겸임한다.

## 같이 보기
- 솔로몬 제도 노동당
- 솔로몬 제도 달러
- 솔로몬 제도의 국가
- 솔로몬 제도의 국기
- 솔로몬 제도의 국장
- 솔로몬 제도의 재외공관 목록
- 솔로몬 제도의 행정 구역
- 솔로몬 제도 주재 외국공관 목록
- 솔로몬 제도 축구 국가대표팀
- 2014년 솔로몬 제도 총선
- 2013년 솔로몬 제도 지진